# Paragonia pardipennaria
Paragonia pardipennaria là một loài bướm đêm trong họ Geometridae.